# اتوبوس‌های آبی در نووسیبیرسک
سیستم اتوبوس آبی نووسیبیرسک (روسی: Новосибирский речной трамвай) بخشی از شبکه ترابری عمومی نووسیبیرسک، روسیه است. این سیستم از رودخانه اوب برای جابه‌جایی مسافران استفاده می‌کند و در فصل‌های گرم سال فعال است. مسیرهای آن نقاط مختلف شهر را به هم متصل می‌کنند و به‌ویژه برای گردشگران و ساکنان مناطق ساحلی کاربرد دارد. اتوبوس‌های آبی با ظرفیت‌های مختلف، به‌طور منظم حرکت می‌کنند و نقش مکملی برای مترو و اتوبوس‌های زمینی ایفا می‌نمایند.

## تاریخچه
در سال ۱۹۱۰، مقامات شهرداری کشتی بخار «نوونیکولایفسک» را برای سازماندهی یک کشتی بین کرانه‌های راست و چپ رودخانه اوب خریداری کردند. در سال ۱۹۱۹، «نوونیکولایفسک» با کشتی بخار «برادران» جایگزین شد. این کشتی تا زمان افتتاح پل کومونالنی در سال ۱۹۵۵ عملیاتی بود و نقش مهمی در جابه‌جایی روزانه کارگران، دانش‌آموزان و ساکنان محلی ایفا می‌کرد، به‌ویژه در فصول سرد که عبور از رودخانه دشوارتر بود.
در دهه‌های ۱۹۵۰ تا ۱۹۷۰، نیاز به ارائه خدمات حمل و نقل بین مرکز شهر و خانه‌های ییلاقی واقع در دره رودخانه اوب در محدوده شهر وجود داشت. این امر باعث توسعه سیستم حمل و نقل آبی شهری شد که در اواسط دهه ۱۹۷۰ به اوج خود رسید. در آن زمان، ناوگان مسافربری نووسیبیرسک با قایق‌های قایق باله‌دار جدید مانند نوع شهاب، نوع وسخود، نوع راکتا و قایق‌های جت-پمپ هیدروپلین نوع زاریا دوباره پر شد.
توسعه بیشتر ترابری مسافر زمینی منجر به کاهش تعداد مسافران و کاهش تعداد مسیرهای سیستم اتوبوس آبی شد. با گسترش خطوط مترو، اتوبوس‌های سریع‌السیر و زیرساخت‌های جاده‌ای، شهروندان ترجیح دادند از گزینه‌های زمینی سریع‌تر و مقرون‌به‌صرفه‌تر استفاده کنند. این تغییر در الگوی حمل‌ونقل باعث شد برخی ایستگاه‌های اتوبوس آبی تعطیل شوند و برنامه‌های حرکتی کاهش یابد. با این حال، اتوبوس آبی همچنان در فصل‌های گردشگری و برای مسیرهای خاص مورد استفاده قرار می‌گیرد.

## وضعیت فعلی
مسیرهای تاکسی دریایی نووسیبیرسک توسط تنها شرکت حمل و نقل خصوصی اداره می‌شود که از کشتی‌های مدل مسکوا با عرشه جابجایی استفاده می‌کند. این شرکت همچنین مسیرهای رفت و آمد حومه شهر به بردسک و سدووا زیمکا را نیز پوشش می‌دهد. خدمات این شرکت در فصل تابستان با استقبال بیشتری مواجه می‌شود و کشتی‌ها به‌طور منظم در ساعات مشخص حرکت می‌کنند. همچنین، امکانات رفاهی مناسبی برای مسافران در نظر گرفته شده است.
سیستم تاکسی دریایی نووسیبیرسک شامل مسیرهای زیر است:
- ترمینال مسافربری رودخانه نووسیبیرسک - ساحل "بوگرینسکایا روشچا" - جزیره کورابلیک

این مسیر تنها راه برای رساندن مردم به جزیره کورابلیک است زیرا هیچ وسیله نقلیه عمومی دیگری به این جزیره نمی‌رود. از سال ۲۰۲۰، اتوبوس‌های آبی که از این مسیر استفاده می‌کنند، در ساحل نزدیک بوگرینسکایا روشچا توقف می‌کنند. این توقفگاه به‌گونه‌ای انتخاب شده که دسترسی آسان برای ساکنان محلی و گردشگران فراهم شود. در ایام تعطیل، شمار مسافران افزایش می‌یابد و این مسیر به یکی از نقاط کلیدی حمل‌ونقل آبی شهر تبدیل می‌شود. همچنین، برنامه‌ریزی منظم و ایمن این اتوبوس‌ها باعث شده تا اعتماد عمومی نسبت به استفاده از این سرویس بیشتر شود.
- ترمینال مسافربری رودخانه نووسیبیرسک – منطقه مسکونی سورو-چمسکوی – مجتمع باغ‌های اختصاصی «اسموردینکا» – مجتمع باغ‌های اختصاصی «تیخیه زوری»

این مسیر در ۱ اوت ۲۰۲۱ راه‌اندازی شد. هدف از راه‌اندازی آن، افزایش دسترسی شهروندان به حمل‌ونقل آبی و کاهش فشار ترافیکی در مناطق پرتردد شهری بود. در روز افتتاح، استقبال قابل توجهی از سوی ساکنان صورت گرفت و برنامه‌های توسعه آتی نیز معرفی شدند. در سال ۲۰۲۲، این مسیر از زمان آغاز دوره ناوبری عملیاتی خواهد شد. برنامه‌ریزی‌های لازم برای تأمین ایمنی، زمان‌بندی حرکت کشتی‌ها و آموزش کارکنان انجام شده است. همچنین، زیرساخت‌های لازم در اسکله‌ها به‌روزرسانی شده‌اند تا خدمات‌رسانی به مسافران با کیفیت مطلوب‌تری صورت گیرد. این اقدامات با هدف افزایش رضایت عمومی، کاهش زمان انتظار، و ارتقای استانداردهای حمل‌ونقل آبی در منطقه صورت گرفته‌اند.
- ترمینال مسافربری رودخانه نووسیبیرسک - پارک آبی نووسیبیرسک

این مسیر در سال ۲۰۱۸ راه‌اندازی شد. به دلیل تعلیق فعالیت پارک آبی، این مسیر در برنامه فصل پیمایش ۲۰۲۱ گنجانده نشده بود. توقف فعالیت این مجموعه تفریحی، موجب کاهش تقاضا برای سفرهای رودخانه‌ای در آن بخش از شهر شد. مسئولان حمل‌ونقل آبی تصمیم گرفتند تا منابع و ظرفیت‌های موجود را به مسیرهای فعال‌تر اختصاص دهند. با این حال، برخی شهروندان و گردشگران از حذف این مسیر ابراز نارضایتی کردند و خواستار بازنگری در تصمیم‌گیری‌های آینده شدند.
معمولاً دوره کشتیرانی در اواخر آوریل یا اوایل ماه مه آغاز می‌شود و در اواخر سپتامبر یا اوایل اکتبر بسته می‌شود. این زمان‌بندی با توجه به شرایط آب‌وهوایی منطقه، سطح آب رودخانه و ایمنی ناوبری تعیین می‌شود و هر ساله با هماهنگی نهادهای محلی بازبینی می‌گردد.